# Orhan Gencebay

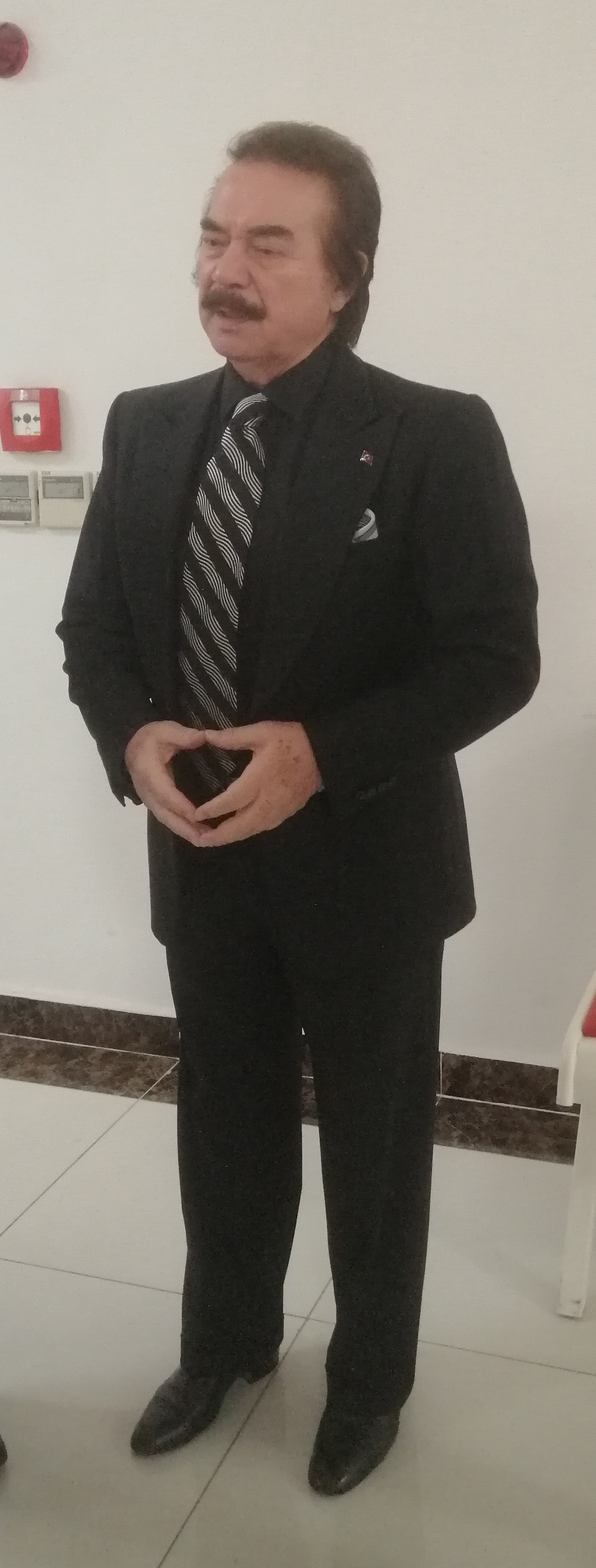
Orhan Gencebay (2023)

Orhan Gencebay (* 4. August 1944 in Samsun, Türkei; bürgerlich Orhan Kencebay) ist ein türkischer Sänger, Saz-Virtuose und Schauspieler. Seine freie Interpretation der Arabeske prägte die türkische Musik in der zweiten Hälfte des 20. Jahrhunderts entscheidend mit. In der Türkei gilt er als Kultfigur und verfügt über eine breite Fangemeinde, die ihn Orhan Baba nennt.
Er ist als Songwriter, Texter, Arrangeur und Produzent tätig, hat eine Reihe von Alben herausgebracht und in mehreren Filmen mitgewirkt. Er verkaufte über 65 Millionen Tonträger. Gencebay beherrscht viele Instrumente, unter anderem die Saz. Orhan Gencebay erscheint in Fatih Akıns Dokumentarfilm Crossing the Bridge – The Sound of Istanbul von 2005.

## Leben
Orhan Gencebay wurde am 4. August 1944 in Samsun geboren. Im Alter von sechs Jahren begann er das Spielen der Violine und Mandoline zu lernen. Seine erste türkische Laute, die Saz, bekam er mit sieben Jahren. Als 13-jähriges Kind lernte er, Tanbur zu spielen, eines der vier Grundinstrumente der türkischen Kunstmusik. Ab 1958 konzentrierte er sich stärker auf das Komponieren eigener Werke; in diesem Jahr entstand sein erstes Werk Ruhumda Titreyen Sonsuz Bir Alevsin (deutsch: Du bist die ewige Flamme, die in meiner Seele flackert). Während seiner Schulzeit spielte er in verschiedenen Musikgruppen innerhalb der türkischen Kunst- und Volksmusik mit, gab musikalische Lehrstunden und half bei der Errichtung von Volkshäusern, einem staatlichen Bildungsprojekt, in Samsun und Istanbul. Im Alter von 16 Jahren interessierte sich Gencebay für Jazz, lernte das Tenorsaxophonspielen und trat einem Blasorchester bei.
In Istanbul studierte er vier Jahre an einer Musikhochschule. Während seines Wehrdienstes bei der türkischen Armee spielte er Saxophon in der Brassband des Militärs.
Im September 2012 erschien das Tributealbum Orhan Gencebay ile Bir Ömür, welches die bekanntesten Songs von Gencebay enthält, die von anderen türkischen Musikern oder Bands gesungen werden. Hierzu zählen unter anderem Tarkan, Yıldız Tilbe, Seksendört oder Duman.
Im April 2013 wurde Gencebay vom damaligen Ministerpräsidenten Recep Tayyip Erdoğan in eine Akil İnsanlar Heyeti („Rat der Weisen“) genannte Kommission berufen, die die damals angestrebte friedliche Beendigung des Konflikts mit der kurdischen PKK zivilgesellschaftlich begleiten sollte, letztlich aber wirkungslos blieb.

## Diskografie

### Alben
| - 1969: Musalla Taşı - 1970: Kaderimin Oyunu - 1972: Bir Teselli Ver - 1973: Batsın Bu Dünya - 1974: Hatasız Kul Olmaz - 1976: Sarhoşun Biri - 1978: Benim Dertlerim - 1979: Yarabbim - 1981: Aşkı Ben Yaratmadım - 1981: Ben Topraktan Bir Canım - 1981: Leyla ile Mecnun - 1982: Bir Damla Mutluluk - 1983: Kördüğüm - 1984: Dil Yarası - 1985: Beni Biraz Anlasaydın | - 1986: Cennet Gözlüm - 1987: Akma Gözlerimden - 1988: Emrin Olurm - 1989: Ya Evde Yoksan / Seni Arıyorum - 1990: Utan / Dokunma - 1991: Hasret Rüzgari - 1992: Sende Haklısın - 1994: Yalnız Değilsin - 1995: Gönül Dostu - 1996: Kiralık Dünya - 1999: Cevap Ver - 2004: Yürekten Olsun - 2006: Yargısız İnfaz - 2007: Film Müzikleri - 2010: Berhudar Ol |

### Kollaborationen
- 1993: Hayat Devam Ediyor (mit Sibel Can)

### Kompilationen
- 1998: Klasikleri 1 sizin seçtikleriniz (1968–1983)
- 2002: Klasikleri 2 sizin seçtikleriniz 2. albüm (1966–1993)

### Singles (Auswahl)
- 1970: Kaderimin Oyunu
- 1972: Bir Teselli Ver
- 1974: Hatasız Kul Olmaz
- 1990: Dokunma

## Filmografie
| - 1971: Bir Teselli Ver - 1972: Sev Dedi Gözlerim - 1973: Ben Doğarken Ölmüşüm - 1974: Dertler Benim Olsun - 1975: Batsın Bu Dünya - 1975: Bir Araya Gelemeyiz - 1976: Bıktım Her Gün Ölmekten - 1976: Şoför - 1977: Hatasız Kul Olmaz - 1978: Çilekeş - 1979: Derdim Dünyadan Büyük - 1980: Aşkı Ben Mi Yarattım - 1980: Kır Gönlünün Zincirini - 1980: Yarabbim - 1980: Vazgeç Gönlüm - 1980: Ben Topraktan Bir Canım | - 1981: Feryada Gücüm Yok - 1982: Leyla ile Mecnun - 1982: Kördüğüm - 1982: Bir Yudum Mutluluk - 1983: Zulüm - 1983: Kahır - 1984: Kaptan - 1984: Dil Yarası - 1984: Aşkım Günahımdır - 1985: Doruk - 1987: Cennet Gözlüm - 1987: Küçüksün Yavrum - 1989: Kan Çiçeği - 1989: Seni Arıyorum / Sensiz Yaşıyorum - 1990: Utan |

## Auszeichnungen
- 2013: Altın Kelebek Award in der Kategorie Bester Fantezi-Musiker